# Eswort Coombs
Eswort Lorenzo Brian Coombs (né le 26 novembre 1972 à Kingstown) est un athlète de Saint-Vincent-et-les-Grenadines, spécialiste du 400 m.

Il détient le record national du relais 4 x 400 m obtenu en série des Jeux olympiques de 1996 à l'occasion desquels il est le porte-drapeau de sa délégation nationale à la cérémonie d'ouverture. 